# Carl Philipp Euler
Carl Philipp Euler (* 8. Februar 1828 in Kirchenbollenbach (heute Idar-Oberstein); † 15. September 1901 in Berlin) war ein deutscher Turnpädagoge und Schriftsteller.

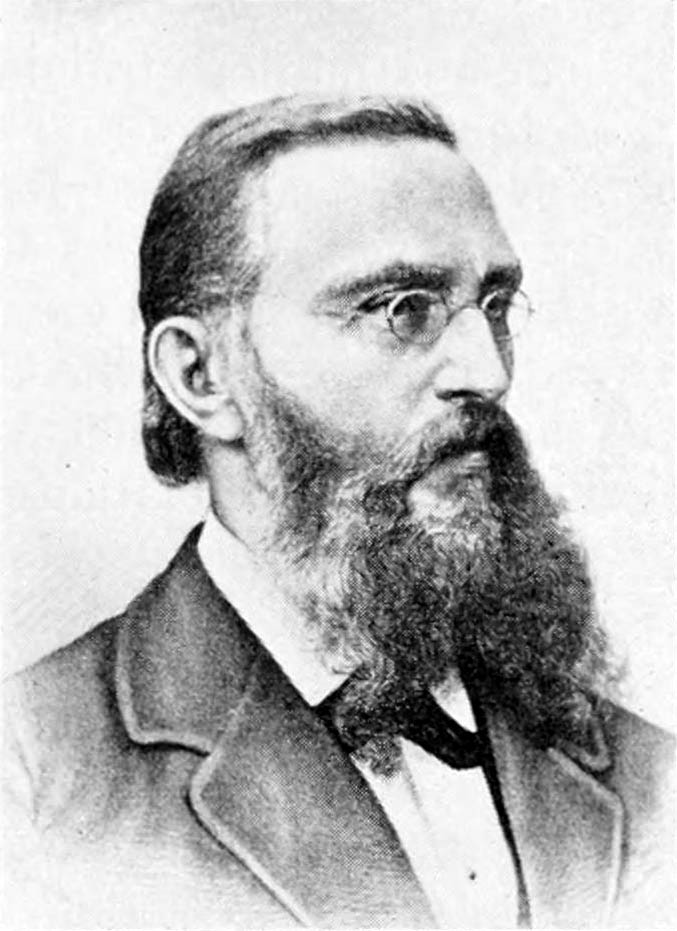
Carl Euler

## Leben
Euler war der jüngere Sohn des Superintendenten Adolf Euler und dessen Ehefrau Sophie Elisabeth, eine Tochter des Hofpredigers Friedrich Wilhelm Spener. Der spätere Ingenieur Carl Friedrich Euler war sein älterer Bruder, durch seine Mutter war Euler mit dem Theologen Philipp Jakob Spener verwandt.
1848 begann Euler an der Universität Bonn Philologie und Geschichte zu studieren; ob er dort noch den Theologen Gottfried Kinkel kennengelernt hatte, ist nicht verbürgt. 1848 trat er dem Bonner Wingolf (damals Germania) bei. Zusammen mit Friedrich Albert Lange wurde Euler bald ein engagiertes Mitglied des Academischen Turnvereins.
Nach Ableistung seines Militärdienstes als Einjährig-Freiwilliger wechselte Euler mit den gleichen Fächern an die Humboldt-Universität. Dort war – nach seinen eigenen Aussagen – 1852 bis 1853 ein Seminar der Central-Turnanstalt eine seiner wichtigsten. 1854 konnte Euler sein Studium mit einer Promotion abschließen.
Noch im selben Jahr bekam Euler eine Anstellung als Turnlehrer an der Landesschule Pforta in Bad Kösen. Dort konnte er sich bald einen Namen machen, durch die Umstrukturierung des Sportunterrichts unter Einbeziehung der neuesten Erkenntnisse auch in Hinblick auf den Schwimmunterricht. 1860 beförderte man Euler und berief ihn als Dozent an die Central-Turnanstalt. Hier war Euler der Auslöser für den Barrenstreit, da er Reck und Barren wieder in den Übungsbetrieb einfügen wollte, die Hugo Rothstein abgeschafft hatte,
1860 heiratete Euler in Berlin Sophie, eine Tochter des Superintendenten Tischer aus Jerxheim (Herzogtum Braunschweig). Mit ihr hatte er zwei Töchter und zwei Söhne.
1872 ernannte man Euler zum ordentlichen Professor, und als fünf Jahre später die Turnlehrer-Bildungsanstalt geschaffen worden war, berief man Euler als Unterrichtsdirigent in die Leitung derselben. Neben diesen Aufgaben unterrichtete Euler Schüler an verschiedenen Berliner Gymnasien, aber auch Lehrer am Schullehrer- bzw. Schullehrerinnen-Seminar.
1892 erreichte Euler mit der Ernennung zum Schulrat den Höhepunkt seiner Karriere. Ab 1895 legte er nach und nach seine Ämter nieder und zog sich ins Privatleben zurück. Am 15. September 1901 starb er im Alter von 73 Jahren nach kurzer Krankheit in Berlin.
Euler war maßgeblich dafür verantwortlich, dass das „Deutsche Turnen“ (Gerätturnen) wieder eingeführt wurde. Er stand damit gegen das „Schwedische Turnen“ (u. a. von Hugo Rothstein), das Barren, Reck u. a. ablehnte. Euler unterstützte auch von Anfang an die Theorien von Adolf Spieß, der sich vehement für einen Sportunterricht in der Mädchenerziehung einsetzte. Hierfür setzte sich Euler auch im Zentralausschuß zur Förderung der Jugend- und Volksspiele ein. Richtungsweisend wurde Euler auch durch die Einbindung des Schwimmunterrichts an Schulen. Er versuchte damit u. a. auch den Vorgaben Friedrich Ludwig Jahns und Ernst Wilhelm Bernhard Eiselens gerecht zu werden.

## Schriften
- Mit Gebhard Eckler: Verordnungen und amtliche Bekanntmachungen das Turnwesen in Preußen betreffend. Leipzig 1869.
- Mit Hermann Otto Kluge: Lehrbuch der Schwimmkunst für Turner und andere Freunde der Leibesübungen und zur Benutzung in Schul- und Militär-Schwimmanstalten. Berlin 1870.
- Mit Hermann Otto Kluge: Turngeräthe und Turneinrichtungen für Schul- und Militair-Turn-Anstalten und Turn-Vereine. Berlin 1872.
- Das Jahndenkmal. Leipzig 1874.
- Der Unterricht im Turnen (Neubearbeitung von Diesterwegs Wegweiser). Essen 1878.
- Die Geschichte des Turnunterrichts. In: Karl Kehr: Geschichte der Methodik. Gotha 1880.
- Friedrich Ludwig Jahn. Sein Leben und Wirken. Stuttgart 1881. Digitalisiert von der Zentral- und Landesbibliothek Berlin, 2018 (urn:nbn:de:kobv:109-1-14469648).
- Friedrich Friesen. Berlin 1885.
- Encyklopädisches Handbuch des gesamten Turnwesens und der verwandten Gebiete. Wien 1894–1896.
- Die deutsche Turnkunst nach F. L. Jahn und Ernst Eiselen als Leitfaden für angehende Turnlehrer und zum Selbstunterricht. Mit genauer Erklärung der Turngeräthe und 22 Abbildungen derselben. Anhuth, Danzig 1840.